# Addicció

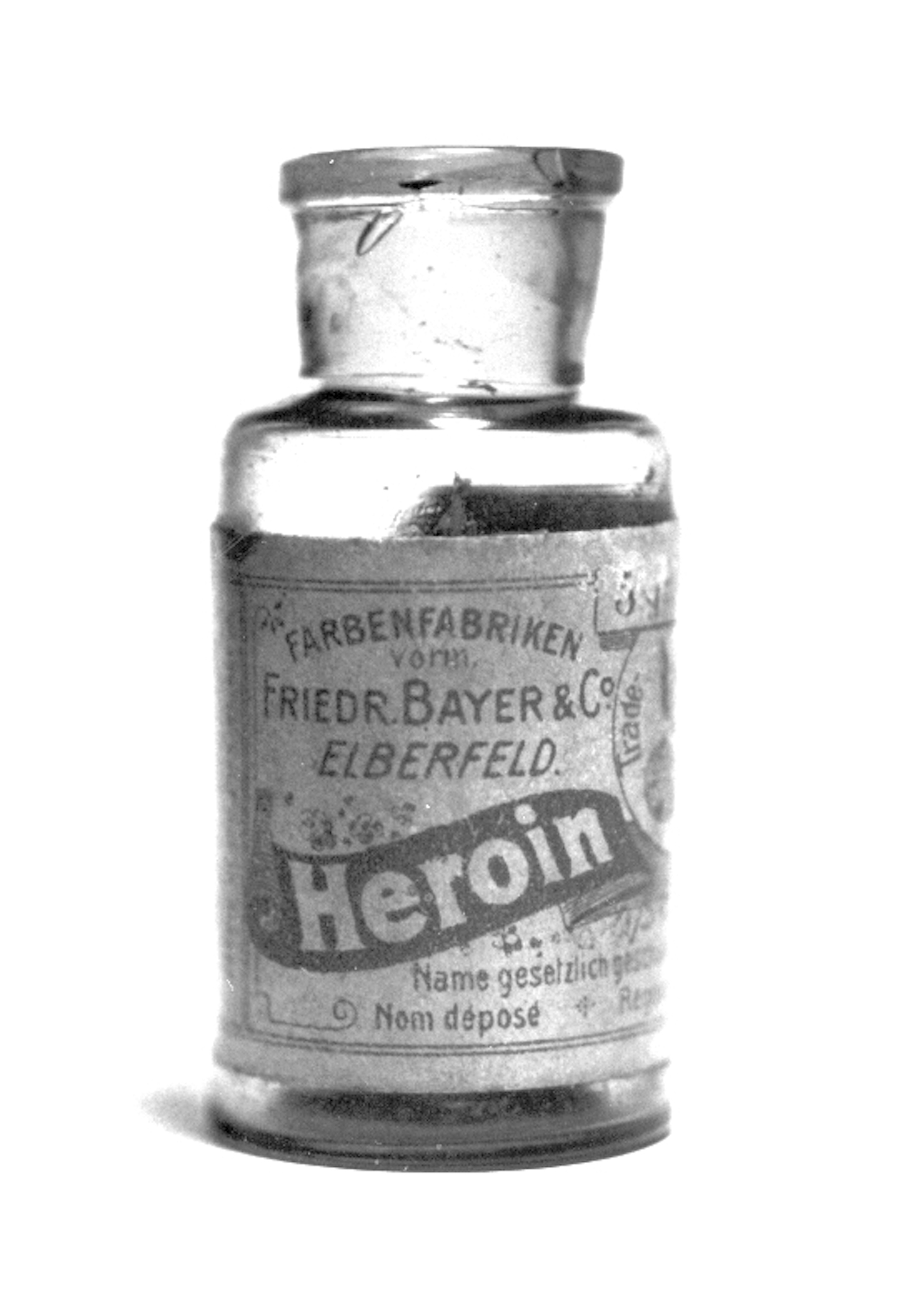
Vial d'heroïna, una droga que pot causar addicció molt ràpidament.

El terme addicció és utilitzat en un ventall ampli de contexts per a descriure una inclinació, una obsessió, una obligació o una dependència física o psicològica excessiva. Alguns exemples d'addicció poden ser l'addicció a les drogues (drogoaddicció), als videojocs, al joc (ludopatia), al tabac (tabaquisme), a l'alcohol (alcoholisme), a l'ordinador, a la pornografia, al menjar, entre d'altres.
En terminologia mèdica, una addicció és un estat en què el cos depèn d'una substància per a funcionar normalment, i desenvolupa una dependència física cap a aquesta, com en el cas de la drogoaddicció. Quan la droga o la substància de què algú depèn se li retira, això causa en el malalt una síndrome d'abstinència, que presenta un conjunt característic de símptomes. En el camp de la psicologia, una addicció no està associada necessàriament amb un ús abusiu d'una substància, ja que aquesta forma d'addicció es pot generar fins i tot seguint la medicació d'un tractament mèdic convencional, prescrit per un metge.
L'OMS, per exemple, ha utilitzat els termes "habituació", "farmacodependència", "ús perjudicial" i altres per a referir-se a l'ús de substàncies, cosa que reflecteix la discussió a l'interior dels diversos comitès que s'han format per discutir el tema.
En l'actualitat existeix un cert consens, no completament acceptat, que distingeix almenys dos fenòmens relacionats amb l'ús de substàncies psicoactives: addicció i dependència. Aquests dos fenòmens són completament diferenciables tant en la clínica com en la neurobiologia, conducta i tractament. Tanmateix, els dos grans manuals de consens al voltant dels trastorns psiquiàtrics (el DSM IV de l'American Psychiatric Association, i la CIE-10, de l'OMS) presenten una barreja dels seus signes característics.
Originalment, addicte era qui seguia cegament al líder sense criticar ni dir res (en llatí a-dicti: 'no dicció'). Després es va anomenar addictus a un 'esclau' per deutes. D'allà addictio: 'adjudicació, cessió al millor postor, consagració, dedicació'.
No obstant això, l'ús comú del terme addicció ha ampliat el seu camp semàntic a la dependència psicològica. En aquest context, s'utilitza el terme en la drogoaddicció i els problemes d'abús de substàncies però també es refereix als comportaments que no es reconeixen generalment com a problemes d'addicció, com l'addicció al menjar, al joc o als ordinadors. En aquest tipus d'accepció, el terme denota el comportament compulsiu d'un individu en realitzar alguna activitat específica, tot i les conseqüències perjudicials que pugui tenir per a la seva salut, el seu estat mental o la seva vida social.

## Clínica
El consum de substàncies psicoactives com les drogues és probablement una de les activitats més antigues de l'ésser humà. La importància de l'espai psíquic per a l'espècie humana, és amb seguretat el motiu pel qual aquestes conductes han tingut i segueixen tenint una alta freqüència en totes les societats. Els éssers humans han usat psicotròpics per als més diversos fins: millora de l'estat d'ànim, control de l'ansietat, del dolor, comunicació amb una realitat no ordinària, socialització i un simple benestar.

### Dependència i addiccions
La distinció entre "dependència" i "addicció" és una preocupació actual dels investigadors.
La dependència és l'ús d'una substància per evitar els efectes que tindria la seva carència. En aquest sentit els diabètics que han d'utilitzar insulina constitueixen un grup dependent. La dependència a substàncies psicoactives és l'ús de substàncies amb l'objecte d'evitar els efectes que provoca la seva suspensió (ús preventiu) o bé de disminuir els símptomes de la suspensió quan ja s'ha produït (ús pal·liatiu). Típicament les benzodiazepines provoquen dependència. Se les utilitza per a induir el somni, per exemple, però el seu ús continuat provoca, finalment, que el son sigui induït només gràcies al seu consum. Un subjecte que fa algun temps que consumeix benzodiazepines per dormir, tindrà després grans dificultats per agafar el son sense consumir. S'ha fet dependent. El seu consum de benzodiazepines, llavors, es fa de manera preventiva (en prevenció de no poder dormir), o bé, per a induir el somni quan descobreix que d'altra manera no pot aconseguir-ho (ús pal·liatiu).

### Tolerància i síndrome d'abstinència
Les substàncies capaces de provocar dependència indueixen un fenomen anomenat "tolerància", que consisteix en la disminució dels efectes típics d'una substància quan s'usa de manera regular, o bé, cosa que és el mateix, un efecte que es manté similar encara quan s'augmenti la quantitat de substància. És el fenomen habitual en els bevedors d'alcohol, que són capaços de tolerar grans quantitats d'alcohol quan fa anys que en consumeixen. Passa també de manera marcada amb els efectes euforitzants de la cocaïna. La tolerància apareix sobre alguns efectes de les substàncies psicoactives i no sobre altres.
Un fenomen que està estretament lligat a la tolerància és el de síndrome d'abstinència, o simplement abstinència. La síndrome d'abstinència és un fenomen agut que passa en interrompre el consum d'una substància en un subjecte que fa molt de temps que la fa servir de manera més o menys contínua. Cada substància té una síndrome d'abstinència característica, i entre aquests el de l'alcohol és sens dubte el més greu. La síndrome d'abstinència a l'alcohol varia entre lleu, moderat i greu.
La síndrome greu té una significativa mortalitat si no és tractat a temps, constituint una real emergència mèdica. La síndrome greu d'abstinència a l'alcohol es coneix com a delírium trèmens (del llatí, que vol dir "deliri tremolós", en al·lusió als seus dos grans símptomes).
Tanmateix, no totes les substàncies addictives provoquen abstinència. Per exemple, la síndrome és intens (i greu) en el consum d'alcohol. També és molt notori en el consum d'opiacis. Tanmateix, és poc notori o inexistent en el consum de cocaïna i nicotina.
La síndrome d'abstinència és el conjunt de reaccions físiques o corporals que succeeixen quan una persona amb addicció a una substància (alcohol o begudes amb etanol, tabac o altres drogues) deixa de consumir-la.
Aquesta síndrome també pot presentar-se en algunes patologies psicològiques com la dependència emocional, en què no es depèn d'una substància o una droga, però sí d'un afecte desmesurat cap a una altra persona, i l'individu presenta somatització (procés pel qual es confonen problemes emotius o psicològics amb dolors físics). Encara que els símptomes varien en forma i intensitat segons el producte emprat i el temps que fa que es desenvolupa la dependència, en tots els casos es deuen al fet que s'ha alterat el funcionament normal del sistema nerviós central. La síndrome d'abstinència es denomina col·loquialment mono.
La tolerància i la síndrome d'abstinència són fenòmens reversibles. Un subjecte que s'ha fet dependent, pot deixar de consumir una substància i en un temps variable perdre la tolerància que tenia. En termes pràctics això significa que, si torna a consumir, sentirà els mateixos efectes que un subjecte verge d'experiència. Acostuma a passar als consumidors d'alcohol quan han passat un llarg període sense consumir (per exemple, un any). Quan tornen a consumir una petita dosi, que normalment no els faria efecte, pateixen una intensa embriaguesa.
La síndrome d'abstinència també és reversible i té un tractament eficaç. El més greu, el de l'alcohol, té una durada que, en el pitjor dels casos, no supera els 10 a 12 dies. Després d'aquest temps, l'individu pot tornar a fer una vida normal.
D'aquesta manera, en ser reversibles i tenir un tractament eficaç, dependència i abstinència en estricte rigor no representen un greu problema sanitari.

#### Síndrome d'abstinència neonatal
Quan una dona embarassada és addicta, les substàncies que consumeix arriben al torrent sanguini del fetus a través de la placenta. En néixer, la dependència del nadó que fa a la droga continua, però no la seva administració, per la qual cosa pateix diversos trastorns en el seu sistema nerviós i en el seu organisme en general.
Abstinència en nounats. A més de les dificultats específiques de la síndrome, d'acord amb la substància emprada per la mare, un nadó pot presentar altres problemes:
- Creixement deficient.
- Naixement prematur.
- Convulsions.
- Defectes congènits.
- Plor excessiu i molt fort.
- Mala alimentació; pobra succió de llet materna.
- Morts prematures.

### Sensibilització i addiccions
El que sí que representa un problema greu és l'addicció, que consisteix en el consum compulsiu d'una substància.
L'addicció sembla estar relacionada amb el fenomen de la sensibilització. La sensibilització és un fenomen oposat a la dependència. Consisteix en l'augment d'alguns efectes de les substàncies psicoactives amb l'ús regular d'elles. Per exemple, és molt evident amb els efectes neuromotors de la cocaïna. L'ús regular de cocaïna (en qualsevol de les seves formes) provoca hipertonia i conductes estereotipades tant en humans com en animals d'experimentació, així com fenòmens paranoics i il·lusions angoixants, alhora que els efectes euforitzants disminueixen producte de la tolerància. Els consumidors d'alcohol de molts anys s'embriaguen amb dosis cada vegada menors d'alcohol.
Atès que la sensibilització és un fenomen que roman per molts anys (tal vegada és irreversible) s'ha utilitzat com un dels models per explicar l'addicció. La conducta compulsiva de consum sembla, igualment, no ser reversible, encara que sí que pugui ser controlada amb entrenament. L'addicció, és a dir, la conducta compulsiva de cerca i consum de substàncies, malgrat tots els problemes personals, físics i socials que li porti a l'individu, és en rigor el real problema, i el que porta a demanar ajuda al subjecte i a la seva família.
La conducta compulsiva apareix només en algunes condicions especials. Hi ha almenys tres elements que disparen la compulsió per consumir: els estímuls ambientals associats a drogues, els estats afectius desagradables (com la tristesa o l'estrès) i provar la substància o una altra semblant. Qualsevol d'aquests tres és capaç de desencadenar un intens desig de consumir i l'aparició de conductes de cerca (el que s'anomena estratègies de consum).
Hi ha substàncies que són capaces de provocar una intensa dependència i síndrome d'abstinència, però que no provoquen addicció, Per exemple, les benzodiazepines. Els subjectes consumeixen benzodiazepines de manera preventiva o pal·liativa, però no existeixen estímuls ambientals o interns que els provoquin el desig compulsiu de consumir-les. És també l'experiència dels subjectes que consumeixen opiacis com pal·liatiu del dolor crònic (per exemple, càncer).
D'altra banda, hi ha substàncies que no provoquen dependència ni síndrome d'abstinència notable, i que tanmateix són intensament addictives. Entre elles, les més importants són, sens dubte, la nicotina i la cocaïna. En animals de laboratori aquestes dues han demostrat ser les substàncies més ràpidament addictives, encara que no provoquin síndrome d'abstinència.
L'alcohol té efectes mixtos, segons el període de consum. En el curt termini provoca tolerància, però si el consum és abusiu i per llarg temps, apareixerà la compulsió.
El cànnabis és una substància conflictiva. No s'ha aconseguit que els animals de laboratori se l'inoculin a si mateixos amb facilitat, com passa ràpidament amb totes les altres, fet que concorda amb els escassos efectes addictius i de dependència en éssers humans.

### Context, tolerància i addicció
Tolerància i addicció són fenòmens que depenen del context. Rates de laboratori entrenades per realitzar alguna tasca sota efectes de l'alcohol, presenten una resposta tolerant davant una dosi d'alcohol de prova, a diferència de rates control que són entrenades sense alcohol i que reben una dosi equivalent d'alcohol però un cop acabat l'entrenament, i que presenten embriaguesa davant d'una dosi de prova.
D'igual manera, el context és capaç d'extingir la resposta tolerant. Un subjecte que tolera grans dosis de cocaïna en un context de festa, on està acostumat a fer-ho, pot patir una severa intoxicació si consumeix la mateixa quantitat en un lloc desacostumat.
L'addicció també és dependent del context. Les respostes sensibilitzades neuromotores a la cocaïna són molt més evidents en rates que reben una dosi de cocaïna a la gàbia experimental, on "esperen" rebre-la, que si la reben en la seva gàbia-dormitori, on no esperen rebre-la.
Sensibilització i dependència (tolerància) parcialment se superposen. Per exemple, en animals d'experimentació, la tolerància precedeix i emmascara la sensibilització. Tanmateix, quan desapareix la tolerància, es fa evident la sensibilització davant dosi de prova. La sensibilització i la tolerància també semblen dependre del mode de consum. Les dosis que es consumeixen o inoculen de manera contínua o semicontínua, provoquen tolerància i abstinència en animals de laboratori. Les dosis discontínues (per exemple, diverses vegades al dia, però amb intervals importants entre elles), tendeixen més aviat a provocar sensibilització. Cal tenir cura perquè aquests fenòmens permeten fonamentar l'existència una distinció notable entre els fenòmens de tolerància-abstinència-dependència, amb els fenòmens de sensibilització-addicció. Aquestes diferències tenen també una rellevant base neurobiològica.
En resum, les substàncies psicoactives poden o no provocar dependència, però el clínicament important és la seva capacitat per provocar conductes compulsives com a resposta a estímuls específics, que poden ser interns o externs.

## Neurobiologia del consum de psicotròpics

### Fenòmenshomeostàtics
Hi ha almenys tres tipus de tolerància. La tolerància metabòlica, en la qual l'organisme és capaç de sintetitzar enzims, en general en el fetge; la tolerància farmacològica, vinculada al canvi en els receptors neuronals (up i down-regulation) lligats a proteïnes G i AMP cíclic; i la tolerància condicionada, vinculada a fenòmens d'aprenentatge, com la que ocorre durant l'entrenament en tasques psicomotores sota efecte d'alcohol, per exemple. La tolerància farmacològica consisteix en la dessensibilització de receptors específics per a les substàncies psicoactives, a través de mecanismes lligats a AMP cíclic.

## Tipus d'addiccions
La sensació de benestar o plaer que produeix el consum d'algunes substàncies és provocada per transformacions bioquímiques en el cervell, de tal manera que l'absència de consum provoca l'efecte contrari: malestar generat per la manca de químics que alleugin la tensió.
El plaer que provoca la substància a l'addicte és poc durador i segons transcorre el temps, el plaer és menor. Aquesta insensibilització progressiva s'anomena tolerància.
Si les drogues s'usen com una fugida de problemes que no se saben resoldre, la probabilitat d'addicció és molt més alta que si és per motius lúdics. Encara que sempre hi ha, en major o menor mesura, algun tipus de risc.

### Drogodependència
La drogodependència o drogoaddicció és un tipus d'addicció considerada com malaltia crònica, recurrent i tractable que consisteix en l'abús de drogues, sovint ocasiona danys en la salut.
El DSM-IV-TR (2002) "El Manual diagnòstic i estadístic dels trastorns mentals" fa que per poder ser diagnosticada com a tal, la dependència a substàncies ha de comportar un patró desadaptatiu de consum que comporta malestar o deteriorament (físic, psicològic o social) i al costat del que s'han de donar, almenys, tres dels següents criteris en algun moment d'un període continuat de 12 mesos:
- Tolerància.
- Abstinència.
- La substància és consumida en quantitats majors o durant més temps del que es pretenia en un principi.
- Hi ha un desig persistent o esforços infructuosos d'interrompre el consum o de controlar-ho.
- Es fa servir molt de temps en activitats relacionades amb l'obtenció de la substància, consum o recuperació dels seus efectes.
- Es dona una important reducció de les activitats quotidianes del subjecte a causa de la ingesta de la substància.
- Es continua consumint la substància malgrat tenir consciència dels seus potencials riscos.

La CIM-10 (Organització Mundial de la Salut, 2005) fa que per poder parlar de dependència han de presentar tres o més dels següents criteris en un període de 12 mesos:
- Fort desig de consumir la substància (craving).
- Dificultats per a controlar el dit consum.
- Síndrome d'abstinència en interrompre o reduir el consum.
- Tolerància.
- Abandó progressiu d'interessos aliens al consum de la substància. Inversió cada vegada més gran de temps en activitats relacionades amb l'obtenció de la substància o amb la recuperació dels seus efectes.
- Persistència en l'ús de la substància malgrat percebre de forma clara els seus efectes perjudicials.

Els anteriors criteris fan referència tant a aspectes relacionats amb la dependència física com amb la psicològica.

#### Alcoholisme

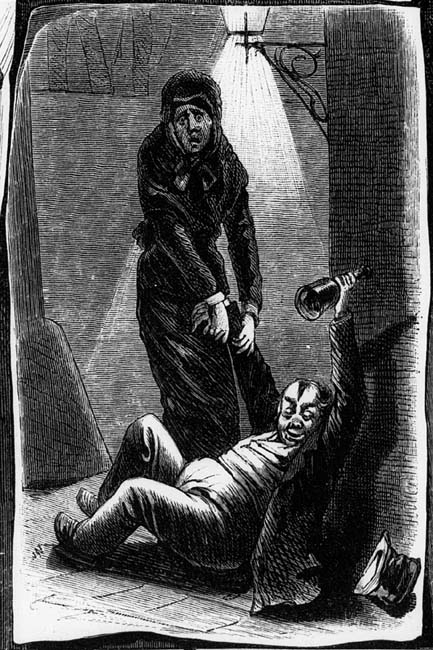
Il·lustració representant un borratxo

L'alcoholisme o dipsomania és una dependència amb característiques d'addicció a les begudes alcohòliques. La seva causa principal és l'addicció provocada per la influència psicosocial en l'ambient social en què viu la persona. Es caracteritza per la necessitat d'ingerir substàncies alcohòliques de manera relativament freqüent, segons cada cas, així com per la pèrdua de l'autocontrol, dependència física i síndrome d'abstinència.
L'alcoholisme suposa un seriós risc per a la salut que sovint comporta el risc d'una mort prematura com a conseqüència d'afeccions de tipus hepàtiques com la cirrosi hepàtica, hemorràgies internes, intoxicació alcohòlica, hepatocarcinoma, accidents o suïcidi.
L'alcoholisme no està fixat per la quantitat ingerida en un període determinat: persones afectades per aquesta malaltia poden seguir patrons molt diferents de comportament, existint tant alcohòlics que consumeixen diàriament, com alcohòlics que beuen setmanalment, mensualment, o sense una periodicitat fixa. Si bé el procés degeneratiu tendeix a escurçar els terminis entre cada ingesta.
El consum excessiu i prolongat d'aquesta substància va obligant a l'organisme a requerir quantitats creixents per sentir els mateixos efectes, a això se'n diu "tolerància augmentada" i desencadena un mecanisme adaptatiu del cos fins que arriba a un límit en el qual s'inverteix la suposada resistència i llavors "assimila menys", per això tolerar més alcohol és en si un risc d'alcoholització.
Les defuncions per accidents relacionats amb l'alcohol (xocs, atropellaments i suïcidis) ocupen els primers llocs entre les causes de mort en molts països.
Els problemes socials que es deriven de l'alcoholisme poden incloure la pèrdua del lloc de treball, problemes financers, conflictes conjugals i divorcis, condemnes per crims tals com conducció sota la influència de l'alcohol, desordres públics o maltractaments, marginació, manca de respecte de gent que arriba a veure en l'alcoholisme com un mal que l'alcohòlic s'infligeix a si mateix i que veuen com fàcilment evitable. Estudis exhaustius, mostren que l'alcoholisme no només afecta els alcohòlics sinó que pot afectar profundament a qualsevol persona de la seva comunitat que estigui al seu voltant.
En els col·legis sobretot en secundària es presenta greument aquest problema, cada vegada és més baixa l'edat en què s'inicien en el consum de l'alcohol i molts és només per mostrar "valor" davant els seus amics.
Existeix una senzilla fórmula per esbrinar si s'està consumint una quantitat excessiva d'alcohol amb els perjudicis que això suposa, mitjançant el càlcul dels grams d'alcohol. Aquesta fórmula consisteix a multiplicar la quantitat de beguda en ml o cc pel nombre de graus d'alcohol i per 0,8, i aquest resultat es divideix entre 100 per conèixer els grams d'alcohol de la beguda en qüestió.
Es considera un consum excessiu diari, 40 grams d'alcohol en homes, a causa de la seva suposada major tolerància a l'alcohol, i 20 grams d'alcohol en dones. Un detall que es pot esmentar també en la ingesta desmesurada d'alcohol són els patrons de personalitat de les persones addictes a aquestes substàncies. Molts alcohòlics arriben a l'alcoholisme per beure per a sortir d'un estat de dificultat per socialitzar, o per problemes de baixa autoestima. En alguns casos també el major o menor efecte que produeix en relació al temps d'ingestió fins al moment en què la tolerància i processament deixen de ser efectius. Una persona amb un complex d'inferioritat, entre altres exemples, és més propensa a la poca resistència a l'alcohol, però no és una regla general.

#### Tabaquisme

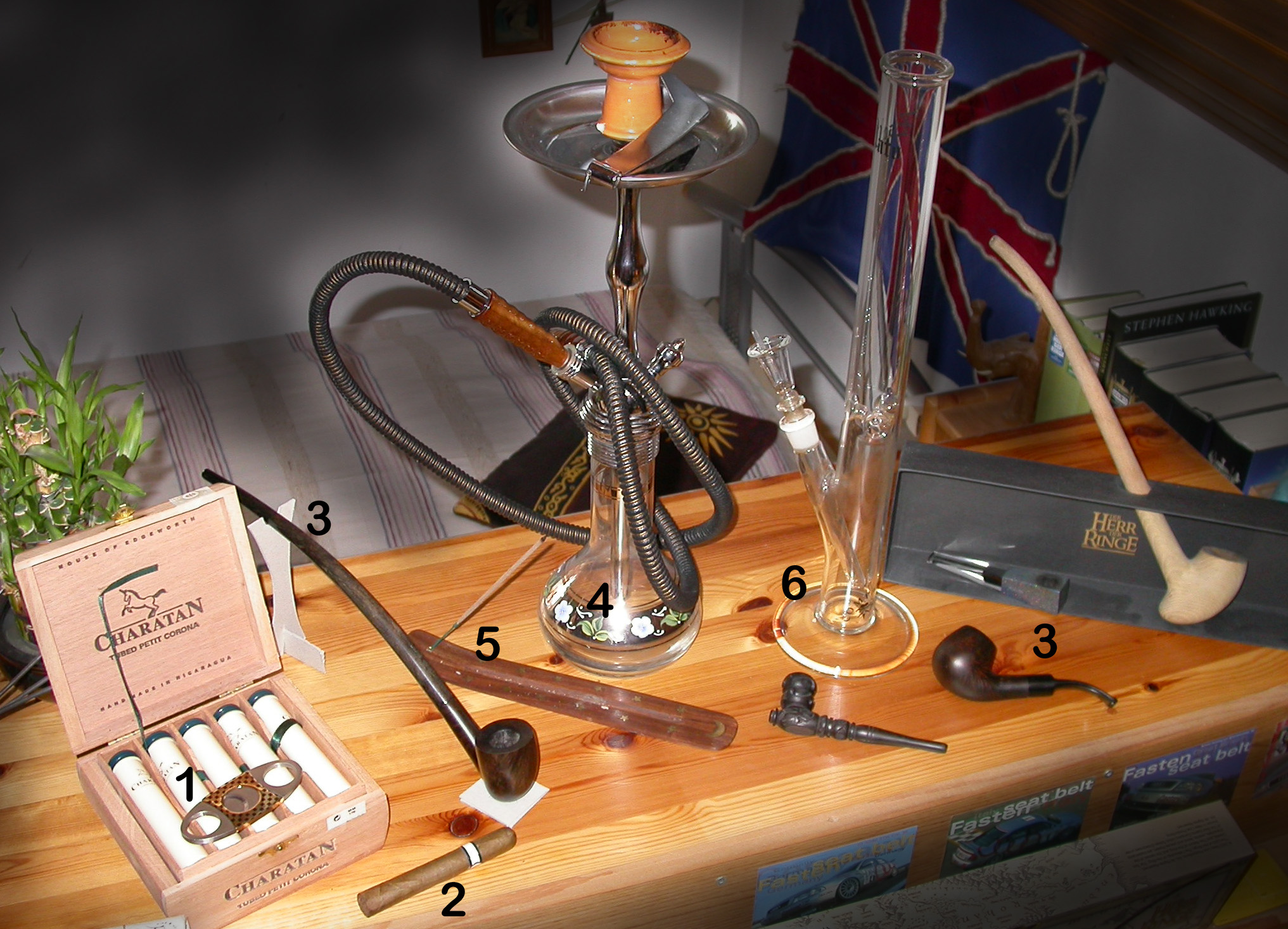
Diferents formes de fumar tabac

El tabaquisme és l'addicció al tabac provocada, principalment, per un dels seus components actius, la nicotina; l'acció d'aquesta substància acaba condicionant l'abús del seu consum. El tabaquisme és una malaltia crònica sistèmica que pertany al grup de les addiccions i està catalogada en el Manual diagnòstic i estadístic dels trastorns mentals DSM-IV de l'American Psychiatric Association. Actualment es creu que és la principal causa mundial de malaltia i mortalitat evitable. Es considera una malaltia addictiva crònica amb possibilitats de tractament.
Segons l'Organització Mundial de la Salut el tabac és la primera causa de malaltia, invalidesa i mort prematura del món. A Europa el tabaquisme provoca cada any 1,2 milions de morts. Està directament relacionat amb l'aparició de 29 malalties, de les quals 10 són diferents tipus de càncer, i és la principal causa del 95% dels càncers de pulmó, del 90% les bronquitis i de més del 50% de les malalties cardiovasculars. A Espanya cada any moren més de 50.000 persones a causa del consum de tabac, més que pels accidents de trànsit i el consum de totes les drogues il·legals juntes.
No existeix avui dia una opinió unànime sobre la importància de la dependència física a la nicotina com major o únic component de l'addicció. Allen Carr, creador d'un conegut mètode per deixar de fumar, afirmava que encara que l'ansietat provocada per la retirada de la nicotina és físicament real, és molt més lleu del que aparenta. Per tant, aquesta ansietat, tot i que existent, podria estar multiplicada en la ment del fumador per factors socials, situacions d'estrès o els seus propis temors, cosa que, si fos certa, agregaria un component psicològic molt important a l'addicció física.
- Dependència moderada-intensa: consum de més de 20 cigarretes al dia, fumen el primer cigarret a la primera mitja hora després d'aixecar-se.

- Dependència lleu: consum de menys de 20 cigarrets al dia, fumen el primer cigarret després de mitja hora d'aixecar.

### Addiccions a activitats
Les addiccions a activitats estan relacionades amb una baixa autoestima i seguretat en un mateix (autoconfiança), que generen frustració i por. Aquestes, mal gestionades, indueixen a la procrastinació i l'evitació. Les activitats exercides de forma compulsiva ajuden a no pensar el que crea angoixa i a deixar-ho per a després. Un cop acabades l'angoixa és major, i sovint se suma a la culpabilitat, amb la qual cosa la fugida cap endavant és reprendre novament l'activitat, encara que racionalment no tingui gens d'interès per a la persona i aquesta sigui conscient que afecta negativament la seva salut, feina o vida afectiva.
Qualsevol activitat per a no fer o pensar en el que fa por pot ser addictiva: exercici físic, videojocs, jocs de cartes, comprar, mirar la televisió, etc.

#### Addicció als jocs
La Ludopatia o Ludomania és un impuls irreprimible de jugar tot i ser conscient de les seves conseqüències i del desig d'aturar-se. Es considera com un trastorn del control dels impulsos, i per això l'American Psychological Associació no ho considera com una addicció.
Si bé el sistema DSM (III, III-R i IV1) i la CIE-102 inclou aquest trastorn entre les alteracions degudes a un baix control dels impulsos, el cert és que els criteris diagnòstics operatius DSM tenen exactament el mateix disseny que el de les addiccions a substàncies, fet que mostra la concepció subjacent per a la malaltia en aquest sistema: es tracta d'un problema addictiu "sense substància" inclòs en un apartat que no és el seu.
La definició de ludopatia està subjecta a debat. La ludopatia es caracteritza per greus dificultats en limitar la quantitat de diners o temps emprat en el joc, cosa que origina conseqüències adverses per al jugador, per a altres o per a la comunitat. La recerca realitzada per diversos governs a Austràlia va conduir a una definició universal que sembla l'única basada en estudis que no utilitza criteris diagnòstics.
La majoria de les altres definicions es poden sintetitzar en un tipus de joc que produeix danys o perjudicis en el jugador o a altres persones de qualsevol manera. No obstant aquestes definicions estan vinculades amb descripcions del tipus de dany o l'ús de criteris diagnòstics com els del South Oaks Gambling Screen, Canadian Problem Gambling Index o els del Victorian Gambling Screen.

#### Addicció a la feina
Col·loquialment, un addicte al treball o, en anglès,workaholic, és una persona a qui li agrada, estima i és addicta a la feina. No hi ha una definició mèdica per tal condició. Tanmateix algunes formes d'estrès, i trastorns de personalitat obsessius-compulsius poden estar relacionats amb el treball. Encara que el terme workaholic generalment té una connotació negativa, s'usa a vegades per persones que expressen forta motivació cap a una carrera o ofici. El "treball" en qüestió, normalment associat a un lloc de treball pagat, també pot fer referència a activitats com ara esports, música, arts, o addicció a Internet, a través del manteniment d'una pàgina o un espai, personal o organitzacional.
El nom com a tal deriva del terme alcohòlic. El primer registre de la seva utilització data de 1968 en una impremta, després popularitzat el 1971 per Wayne Oates, en el seu llibre Confessions d'un workaholic.
Però el terme no va obtenir molta difusió, sinó fins a la dècada de 1990, on es va expandir gràcies a la seva relació amb les teories d'auto ajuda, moviment centrat en les addiccions, formant analogies entre les conductes danyoses socialment com l'addicció al treball i drogoaddicció, inclosa l'addicció a l'alcohol. Encara que el terme workaholic no és una accepció admesa dins de la terminologia psicològica, s'ha estès per referir-se a aquelles persones que perden el seu temps a la feina, o problemes relacionats al mateix, els qui porten una vida molt atrafegada i que va en detriment amb la seva salut i funcions fisiològiques, vides socials, familiars i personals o senzillament contra el seu temps lliure 

#### Addicció al sexe
La hipersexualitat o addicció al sexe és el desig de mantenir un nivell de comportament sexual humà prou alt per a ser considerat clínicament significatiu. Es té una necessitat incontrolable pel sexe de tota classe, des de relacions sexuals amb altres persones fins masturbació o consum de pornografia.
La hipersexualitat es caracteritza per una freqüent estimulació genital que, una vegada assolida, pot no resultar en la satisfacció emocional (o sexual) a llarg termini de l'individu. En canvi, va acompanyada a vegades de sentiments de malestar i culpa. Es pensa que aquesta insatisfacció és la que encoratja l'elevada freqüència d'estimulació sexual, així com símptomes psicològics i neurològics addicionals.
El concepte d'hipersexualitat substitueix els antics conceptes de "nimfomania" (o "furor uterí") i "satiriasi". La nimfomania es considerava com un trastorn psicològic exclusivament femení que es caracteritza per una libido molt activa i una obsessió amb el sexe. En els homes el trastorn era anomenat satiriasi. Actualment, els termes "nimfomania" i "satiriasi" no apareixen llistats com trastorns específics en el DSM-IV, encara que romanen com a part del CIE-10.
El llindar de què constitueix la hipersexualitat està subjecte al debat, i els crítics pregunten si pot existir un llindar diagnòstic. El desig sexual varia considerablement en els humans; el que una persona consideraria com desig sexual normal podria ser entès per altres com excessiu i per altres com baix.
El consens entre aquells que consideren la hipersexualitat com un trastorn és que el llindar s'assoleix quan el comportament causa incomoditat o impedeix el funcionament social. Els hipersexuals poden tenir problemes laborals, familiars, econòmics i socials. El seu desig sexual els obliga a anar sovint a prostíbuls, comprar articles pornogràfics, realitzar amb freqüència trucades a línies eròtiques i mantenir relacions sexuals amb desconeguts, que fa que la vida giri al voltant del sexe.
La hipersexualitat pot expressar també en aquells amb trastorns bipolars durant períodes de mania. Persones que pateixen de trastorn bipolar poden presentar contínuament enormes oscil·lacions en la libido, depenent del seu estat d'ànim. Algunes vegades aquesta necessitat psicològica d'activitat sexual és molt més alta del que ells reconeixen com a normal, i de vegades està molt per sota d'això.
La hipersexualitat és una de les dependències menys conegudes i visibles, ja que les persones que el pateixen solen mantenir-la oculta i dissimular-la, sobretot amb les persones conegudes (amb les quals hi ha fins i tot tímids). S'estima que fins al 6% de la població el pateix, i que només el 2% dels afectats són dones. Té tractament sempre que la persona que el pateix sigui capaç de reconèixer-ho.

#### Addiccions a menjar i a no fer-ho
Algunes alteracions de la conducta alimentària, com l'anorèxia, la bulímia i l'obesitat, es poden considerar conseqüència d'una autoestima ferida enfront de la qual la persona reacciona compulsivament amb un comportament addictiu inconscient resultat dels efectes de la persecució inútil de metes inassolibles.
La majoria de persones anorèxiques reconeixen que el seu estat de desnutrició és addictiu perquè satisfà una necessitat emocional important, com per exemple l'autocontrol o l'asexualitat, i els cal per a alleujar la tensió nerviosa o l'estrès.
A la bulímia i l'obesitat el fet d'aplacar el dolor crònic d'una gana real o imaginària es pot entendre també com una addicció, en aquest cas a menjar. Seria al principi un mecanisme de defensa no racional per a no fer conscient el fracàs i dolor associat que representaria adonar-se de l'enorme diferència entre l'ideal imposat per la societat. Aquesta activitat compulsiva satisfà mancances afectives i els cal per a alleujar-les i calmar l'ansietat.

### Dependència emocional
El dependent emocionalment a una altra persona sol oblidar-se de si mateix per centrar-se en els problemes de l'altre (la seva parella, un familiar, un amic, etc.), és per això que és molt comú que es relacioni amb gent "problemàtica", justament per poder rescatar i de crear d'aquesta manera un llaç que els uneixi. Així és com el codependent, en preocupar-se per l'altre, oblida les seves pròpies necessitats i quan l'altra persona no respon com el codependent espera, aquest es frustra, es deprimeix i intenta controlar encara més. Amb la seva constant ajuda, el codependent busca generar, en l'altre, la necessitat de la seva presència, i al sentir necessitat creu que d'aquesta manera mai no van a abandonar-lo.
És molt comú que en una relació, el dependent emocional no pugui posar límits i senzillament tot ho perdoni, malgrat que l'altra persona arribi a ferir-lo de manera deliberada, això és simplement perquè el codependent confon la "obsessió" i "addicció" que sent per l'altre amb un immens amor que tot ho pot. Per tant, el codependent és incapaç d'allunyar-se per si mateix d'una relació malaltissa, per més insana que aquesta sigui, i és molt comú que arribin a pensar que més enllà d'aquesta persona s'acaba el món, fins que reconeixen la seva condició psicològica i busquen ajuda, per acabar amb la codependència o no tornar a generar la seva codependència en altres persones o en futures relacions.